# Kinlough
Kinlough is een plaats in het Ierse graafschap County Leitrim. De plaats telt 345 inwoners.